# RideLondon-Surrey Classic
RideLondon-Surrey Classic (også kendt som London-Surrey Classic) er et årligt endags cykelløb for mænd. Stækningen er 193 km og starter og slutter i London.
Fra 2017 indgår det i UCI World Tour-kalenderen.

## Vindere

### Vindere af konkurrencen
|                 |      | Rytter                     | Hold                      |
| --------------- | ---- | -------------------------- | ------------------------- |
| 2011 (Prøve-OL) | GBR  | Mark Cavendish (GBR)       | Storbritanniens landshold |
| 2012 (OL)       | KAZ  | Alexander Vinokourov (KAZ) | Kasakhstans OL-hold       |
| 2013            | FRA  | Arnaud Démare (FRA)        | FDJ.fr                    |
| 2014            | GBR  | Adam Blythe (GBR)          | NFTO Pro Cycling          |
| 2015            | LUX  | Jempy Drucker (LUX)        | BMC Racing Team           |
| 2016            | BEL  | Tom Boonen (BEL)           | Etixx-Quick Step          |
| 2017            | NOR  | Alexander Kristoff (NOR)   | Team Katusha-Alpecin      |
| 2018            | GER  | Pascal Ackermann (GER)     | Bora-Hansgrohe            |
| 2019            | ITA  | Elia Viviani (ITA)         | Deceuninck-Quick Step     |

### Vindere efter nationalitet
| # af sejre | Land           |
| ---------- | -------------- |
| 2          | Storbritannien |
| 1          | Frankrig       |
| 1          | Kasakhstan     |
| 1          | Luxembourg     |
| 1          | Belgien        |
| 1          | Norge          |
| 1          | Tyskland       |
| 1          | Italien        |

### Vindere af sprintkonkurrencen
|      |      | Rytter                  | Hold                   |
| ---- | ---- | ----------------------- | ---------------------- |
| 2013 | NED  | Ramon Sinkeldam (NED)   | Argos-Shimano          |
| 2014 | NED  | Steven Lammertink (NED) | Giant-Shimano          |
| 2015 | GBR  | Peter Williams (GBR)    | ONE Pro Cycling        |
| 2016 | ESP  | Jonathan Lastra (ESP)   | Caja Rural-Seguros RGA |
| 2017 | ITA  | Matteo Trentin (ITA)    | Quick-Step Floors      |
| 2018 | ITA  | Manuele Boaro (ITA)     | Bahrain-Merida         |

### Vindere af bjergkonkurrencen
|      |      | Rytter                   | Hold                 |
| ---- | ---- | ------------------------ | -------------------- |
| 2013 | NED  | Ramon Sinkeldam (NED)    | Argos-Shimano        |
| 2014 | GBR  | Steve Lampier (GBR)      | Velosure–Giordana    |
| 2015 | GBR  | Erick Rowsell (GBR)      | Madison Genesis      |
| 2016 | LUX  | Jempy Drucker (LUX)      | BMC Racing Team      |
| 2017 | DEN  | Mads Würtz Schmidt (DEN) | Team Katusha-Alpecin |
| 2018 | FRA  | Alexis Gougeard (FRA)    | Ag2r-La Mondiale     |
| 2019 | GBR  | Alex Dowsett (GBR)       | Team Katusha-Alpecin |